# Nuoto ai campionati mondiali di nuoto 2007 - 200 metri misti maschili
La gara di nuoto 200 metri misti maschili dei campionati mondiali di nuoto 2007 è stata disputata il 28 e 29 marzo presso la Rod Laver Arena di Melbourne.
Accreditati alla partenza 79 atleti.
La competizione è stata vinta dal nuotatore statunitense Michael Phelps, mentre l'argento e il bronzo sono andati rispettivamente all'altro statunitense Ryan Lochte e dall'ungherese László Cseh.

## Podio
| Posizione | Atleta         | Nazionalità |
| --------- | -------------- | ----------- |
| Oro       | Michael Phelps | Stati Uniti |
| Oro       | Ryan Lochte    | Stati Uniti |
| Bronzo    | László Cseh    | Ungheria    |

## Programma
| Data          | Ora   | Turno      |
| ------------- | ----- | ---------- |
| 28 marzo 2007 | 11:31 | Batterie   |
| 28 marzo 2007 | 20:20 | Semifinali |
| 29 marzo 2007 | 19:14 | Finale     |

## Record
Prima della manifestazione il record del mondo e il record dei campionati erano i seguenti.
| Record mondiale       | 1'55"84 | Michael Phelps Stati Uniti | 20 agosto 2006 Victoria, Canada   |
| Record dei campionati | 1'56"04 | Michael Phelps Stati Uniti | 25 luglio 2003 Barcellona, Spagna |

Durante l'evento è stato migliorato il seguente record:
| Data     | Evento | Atleta         | Nazione     | Tempo   | Record          |
| -------- | ------ | -------------- | ----------- | ------- | --------------- |
| 29 marzo | Finale | Michael Phelps | Stati Uniti | 1'54"98 | Record mondiale |

## Risultati

### Batterie
I migliori 16 tempi accedono alle semifinali
| Pos. | Batteria | Corsia | Atleta                      | Nazionalità             | Tempo   | Note |
| ---- | -------- | ------ | --------------------------- | ----------------------- | ------- | ---- |
| 1    | 10       | 4      | Michael Phelps              | Stati Uniti             | 1:58.70 | Q    |
| 2    | 8        | 4      | László Cseh                 | Ungheria                | 1:58.78 | Q    |
| 3    | 10       | 3      | Thiago Pereira              | Brasile                 | 1:59.39 | Q    |
| 4    | 10       | 2      | Brian Johns                 | Canada                  | 1:59.45 | Q    |
| 5    | 8        | 5      | Tamás Kerékjártó            | Ungheria                | 1:59.67 | Q    |
| 6    | 9        | 4      | Ryan Lochte                 | Stati Uniti             | 1:59.92 | Q    |
| 7    | 10       | 1      | Vytautas Janušaitis         | Lituania                | 2:00.21 | Q    |
| 8    | 8        | 6      | Dean Kent                   | Nuova Zelanda           | 2:00.30 | Q    |
| 9    | 10       | 5      | Ken Takakuwa                | Giappone                | 2:01.33 | Q    |
| 10   | 7        | 4      | Martin Liivamägi            | Estonia                 | 2:01.37 | Q    |
| 11   | 9        | 7      | Ioannis Kokkodis            | Grecia                  | 2:01.47 | Q    |
| 12   | 8        | 3      | Hidemasa Sano               | Giappone                | 2:01.55 | Q    |
| 13   | 9        | 3      | Leith Brodie                | Australia               | 2:01.66 | Q    |
| 14   | 9        | 1      | Mihail Alexandrov           | Bulgaria                | 2:01.80 | Q    |
| 15   | 9        | 2      | Adam Lucas                  | Australia               | 2:02.10 | Q    |
| 16   | 10       | 8      | Andrej Krylov               | Russia                  | 2:02.30 | Q    |
| 17   | 9        | 5      | Alessio Boggiatto           | Italia                  | 2:02.41 |      |
| 18   | 8        | 8      | Saša Imprić                 | Croazia                 | 2:02.52 |      |
| 19   | 10       | 6      | Gregor Tait                 | Gran Bretagna           | 2:02.60 |      |
| 20   | 7        | 3      | Dinko Jukić                 | Austria                 | 2:02.84 |      |
| 21   | 8        | 7      | Andre Schultz               | Brasile                 | 2:03.14 |      |
| 22   | 7        | 8      | Gard Kvale                  | Norvegia                | 2:03.35 |      |
| 23   | 9        | 6      | Qu Jingyu                   | Cina                    | 2:03.71 |      |
| 24   | 7        | 1      | Miguel Molina               | Filippine               | 2:03.73 |      |
| 25   | 8        | 1      | Jeremy Knowles              | Bahamas                 | 2:04.20 |      |
| 26   | 7        | 2      | Duarte Mourao               | Portogallo              | 2:04.27 |      |
| 27   | 7        | 7      | Tomas Fucik                 | Rep. Ceca               | 2:04.92 |      |
| 28   | 6        | 4      | Martti Aljand               | Estonia                 | 2:04.94 |      |
| 29   | 6        | 8      | Ahmed Mathlouthi            | Tunisia                 | 2:05.34 |      |
| 30   | 7        | 6      | Paulius Andrijauskas        | Lituania                | 2:05.59 |      |
| 31   | 10       | 7      | Jens Thiele                 | Germania                | 2:05.83 |      |
| 32   | 6        | 5      | Dmitriy Gordiyenko          | Kazakistan              | 2:06.59 |      |
| 33   | 6        | 7      | Taki M'Rabet                | Tunisia                 | 2:07.04 |      |
| 33   | 9        | 8      | Zhang Zishan                | Cina                    | 2:07.04 |      |
| 35   | 7        | 5      | Carlos Almeida              | Portogallo              | 2:07.14 |      |
| 36   | 5        | 5      | Diego Bonilla               | Colombia                | 2:07.26 |      |
| 37   | 5        | 2      | Zhi Cong Lim                | Singapore               | 2:08.60 |      |
| 38   | 5        | 4      | Radomyos Matjiur            | Thailandia              | 2:08.78 |      |
| 39   | 6        | 6      | Vasilii Danilov             | Kirghizistan            | 2:08.94 |      |
| 40   | 6        | 2      | Andrei Zaharov              | Moldavia                | 2:08.96 |      |
| 41   | 5        | 1      | Francisco Picasso Risso     | Uruguay                 | 2:10.18 |      |
| 42   | 5        | 8      | Malick Fall                 | Senegal                 | 2:10.23 |      |
| 43   | 3        | 6      | Albert Cristiadi Sutanto    | Indonesia               | 2:10.27 |      |
| 43   | 4        | 5      | Rehan Poncha                | India                   | 2:10.27 |      |
| 45   | 4        | 4      | Gianmarco Mosto             | Perù                    | 2:10.68 |      |
| 46   | 6        | 3      | Iurii Zakharov              | Kirghizistan            | 2:11.41 |      |
| 47   | 5        | 7      | Juan Montenegro             | Guatemala               | 2:11.98 |      |
| 48   | 3        | 1      | Sobitjon Amilov             | Uzbekistan              | 2:12.07 |      |
| 49   | 4        | 8      | Youssef Hafdi               | Marocco                 | 2:12.51 |      |
| 50   | 3        | 5      | Bing Ming Thum              | Singapore               | 2:12.62 |      |
| 51   | 4        | 7      | Morgan Locke                | Isole Vergini Americane | 2:12.78 |      |
| 52   | 5        | 6      | Yu An Lin                   | Taipei cinese           | 2:13.00 |      |
| 53   | 4        | 2      | Shahin Baradaran Nakhjavani | Iran                    | 2:13.30 |      |
| 54   | 4        | 3      | Arjun Muralidharan          | India                   | 2:13.91 |      |
| 55   | 4        | 6      | Carlos Eduardo Gil          | Perù                    | 2:14.11 |      |
| 56   | 3        | 7      | Shohruh Yunusov             | Uzbekistan              | 2:14.42 |      |
| 57   | 3        | 8      | Diego Castillo Granados     | Panama                  | 2:15.28 |      |
| 58   | 4        | 1      | Yousuf Alyousuf             | Arabia Saudita          | 2:15.31 |      |
| 59   | 2        | 4      | Amine Kouam                 | Marocco                 | 2:15.71 |      |
| 60   | 3        | 3      | Melvin Chua                 | Malaysia                | 2:15.84 |      |
| 61   | 3        | 4      | Colin Bensadon              | Gibilterra              | 2:16.12 |      |
| 62   | 2        | 3      | Hong Nam Lei                | Macao                   | 2:19.07 |      |
| 63   | 3        | 2      | Erik Rajohnson              | Madagascar              | 2:20.78 |      |
| 64   | 1        | 3      | Adil Baig                   | Pakistan                | 2:20.93 |      |
| 65   | 1        | 4      | Eli Ebenezer Wong           |                         | 2:20.94 |      |
| 66   | 2        | 8      | Hazem Tashkandi             | Arabia Saudita          | 2:22.25 |      |
| 67   | 2        | 7      | Fernando Medrano Medina     | Nicaragua               | 2:22.67 |      |
| 68   | 2        | 5      | Gavin Santos                | Gibilterra              | 2:23.88 |      |
| 69   | 1        | 2      | Yellow Yeiyah               | Nigeria                 | 2:26.31 |      |
| 70   | 1        | 5      | Zane Jordan                 | Zambia                  | 2:26.34 |      |
| 71   | 2        | 2      | Jehad Al Henidi             | Giordania               | 2:27.67 |      |
| 72   | 1        | 7      | Eric Williams               | Nigeria                 | 2:28.70 |      |
| 73   | 1        | 6      | Sadeq Damrah                | Palestina               | 2:40.08 |      |
| -    | 1        | 1      | Celestino Aguon             | Guam                    | DNS     |      |
| -    | 2        | 1      | Amar Shah                   | Kenya                   | DNS     |      |
| -    | 2        | 6      | Sohaib Kalali               | Siria                   | DNS     |      |
| -    | 6        | 1      | Pablo Marmolejo             | Messico                 | DNS     |      |
| -    | 8        | 2      | Romanos Alyfantis           | Grecia                  | DNS     |      |
| -    | 5        | 3      | Wei Wen Wang                | Taipei cinese           | SQ      |      |

### Semifinali
I migliori 8 tempi accedono alla finale
| Pos. | Batteria | Corsia | Atleta              | Nazionalità   | Tempo   | Note |
| ---- | -------- | ------ | ------------------- | ------------- | ------- | ---- |
| 1    | 2        | 4      | Michael Phelps      | Stati Uniti   | 1:57.94 | Q    |
| 2    | 1        | 3      | Ryan Lochte         | Stati Uniti   | 1:58.48 | Q    |
| 3    | 2        | 5      | Thiago Pereira      | Brasile       | 1:58.65 | Q    |
| 4    | 1        | 4      | László Cseh         | Ungheria      | 1:58.66 | Q    |
| 5    | 2        | 3      | Tamás Kerékjártó    | Ungheria      | 1:59.51 | Q    |
| 6    | 2        | 6      | Vytautas Janušaitis | Lituania      | 2:00.05 | Q    |
| 7    | 1        | 5      | Brian Johns         | Canada        | 2:00.25 | Q    |
| 8    | 1        | 6      | Dean Kent           | Nuova Zelanda | 2:00.53 | Q    |
| 9    | 1        | 7      | Hidemasa Sano       | Giappone      | 2:00.57 |      |
| 10   | 2        | 1      | Leith Brodie        | Australia     | 2:00.77 |      |
| 11   | 2        | 2      | Ken Takakuwa        | Giappone      | 2:00.81 |      |
| 12   | 1        | 1      | Mihail Alexandrov   | Bulgaria      | 2:01.83 |      |
| 13   | 2        | 8      | Adam Lucas          | Australia     | 2:02.33 |      |
| 14   | 1        | 2      | Martin Liivamägi    | Estonia       | 2:02.39 |      |
| 15   | 2        | 7      | Ioannis Kokkodis    | Grecia        | 2:02.69 |      |
| 16   | 1        | 8      | Andrej Krylov       | Russia        | 2:02.92 |      |

### Finale
| Pos. | Corsia | Atleta              | Nazionalità   | Tempo   | Note            |
| ---- | ------ | ------------------- | ------------- | ------- | --------------- |
|      | 4      | Michael Phelps      | Stati Uniti   | 1:54.98 | Record mondiale |
|      | 5      | Ryan Lochte         | Stati Uniti   | 1:56.19 |                 |
|      | 6      | László Cseh         | Ungheria      | 1:56.92 |                 |
| 4    | 3      | Thiago Pereira      | Brasile       | 1:58.98 |                 |
| 5    | 1      | Brian Johns         | Canada        | 1:59.46 |                 |
| 6    | 2      | Tamás Kerékjártó    | Ungheria      | 1:59.57 |                 |
| 7    | 7      | Vytautas Janušaitis | Lituania      | 1:59.84 |                 |
| 8    | 8      | Dean Kent           | Nuova Zelanda | 2:00.73 |                 |